# فرودگاه کوآکسان
فرودگاه کوآکسان  (به انگلیسی: Kwaksan Airport) یک فرودگاه نظامی است . این فرودگاه در کشور کره شمالی قرار دارد و در ارتفاع ۱۱۶۸ متری از سطح دریا واقع شده است.